# تام پری
تام پری (به انگلیسی: Tom Perry) بازیکن فوتبال زادهٔ ۱۸۷۰ اهل انگلستان بود که سابقهٔ بازی در تیم ملی فوتبال انگلستان را در کارنامهٔ خود دارد. وی در تاریخ ۲۸ مارس ۱۸۹۸ تنها بازی ملی خود را در مقابل تیم ملی فوتبال ولز انجام داد.